# Protéine M1
La protéine M1 est une protéine de matrice du virus de la grippe, dont elle est une protéine membranaire intégrale tapissant la face intérieure de l'enveloppe. Il s'agit d'une protéine de liaison à l'ARN qui participe à l'encapsidation des noyaux ARN-nucléoprotéine à l'intérieur de l'enveloppe. La protéine M1 doit par conséquent se lier à la fois à la membrane de l'enveloppe et à l'ARN viral. Elle est formée de deux domaines unis par un connecteur. Le domaine N-terminal est constitué de plusieurs hélices α et peut être lui-même divisé en deux sous-domaines. Le domaine C-terminal contient également des structures α-hélicoïdales.
La liaison de la protéine M1 à l'ARN n'est pas spécifique a une séquence nucléotidique particulière et fait intervenir une séquence peptidique riche en résidus d'acides aminés basiques. Cette protéine présente par ailleurs diverses fonctions de régulation en interagissant avec les constituants de la cellule hôte, et intervient ainsi dans la sortie des nucléoprotéines virale hors du noyau cellulaire, dans l'inhibition de la transcription virale ainsi que dans l'assemblage et le bourgeonnement des nouveaux virions. La phosphorylation de cette protéine sur son résidu de tyrosine 132 est déterminante pour la réplication du virus de la grippe A en permettant son entrée dans le noyau de la cellule hôte.
La protéine M1 forme une couche sous les régions de la membrane de la cellule hôte riches en hémagglutinine, en neuraminidase et en protéine M2, protéines membranaires d'origine virale, et facilite le bourgeonnement des virions nouvellement formés,.